# Abbey Lee
Abbey Lee Kershaw (Melbourne, 12 de junho de 1987) é uma modelo, atriz e musicista australiana. Após vários anos de sucesso até as temporadas de moda de 2011, a revista V a chamou de supermodelo, e o site Models.com a classificou como um "Ícone da Indústria".
Também é conhecida por seus papéis como Sarah em The Neon Demon, The Dag em Mad Max: Estrada da Fúria, Tirana em A Torre Negra, Anat em Deuses do Egito, Elizabeth em Elizabeth Harvest e pelo filme 1%, pelo qual foi indicada ao prêmio AACTA de Melhor Atriz Principal. Ela abandonou o uso de seu sobrenome, Kershaw, em 2015.